# Sveto koplje
Sveto koplje, također poznato kao Koplje sudbine, Longinovo koplje ili Kristovo koplje je naziv za koplje kojim je, prema Ivanovom evanđelju proboden Isus za vrijeme razapinjanja. 
Artefakt za kojega se navodi, da je bio upravo to koplje, prvi se put u povijesnim izvorima spominje 570. godine. S vremenom se pretvorilo u jednu od najpoznatijih srednjovjekovnih relikvija; postoje tri koplja za koja se tvrdilo da su Sveta koplja - tzv. Vatikansko koplje, Edžmijadinsko koplje i Bečko koplje. 
Sveto koplje je čest predmet i motiv filmova, knjiga i umjetničkih djela vezanih uz kršćansku religiju.

## Vanjske poveznice
- Piercing an Ancient Tale  Arhivirana inačica izvorne stranice od 3. kolovoza 2003. (Wayback Machine) Solving the mystery of a Christian relic by Maryann Bird is an article in the European Edition of TIME magazine on British metallurgist Robert Feather’s scientific examination of the Spear in Vienna.